# US Open de 2021 - Dia a dia
Estes foram os jogos realizados nas quadras mais importantes a partir do primeiro dia das chaves principais.
Células em lavanda indicam sessão noturna.

## Dia 1 (30 de agosto)
- Cabeças de chave eliminados:
  - Simples masculino:  John Isner [19],  Ugo Humbert [23],  Cameron Norrie [26],  Alejandro Davidovich Fokina [29],  Marin Čilić [30],  Filip Krajinović [32]
  - Simples feminino:  Yulia Putintseva [31]

Ordem dos jogos:
| Arthur Ashe Stadium                      | Arthur Ashe Stadium        | Arthur Ashe Stadium  | Arthur Ashe Stadium      |
| Evento                                   | Vencedor(a)/(es/as)        | Derrotado(a)/(os/as) | Resultado                |
| ---------------------------------------- | -------------------------- | -------------------- | ------------------------ |
| Simples feminino – 1ª fase               | Sloane Stephens            | Madison Keys         | 6–3, 1–6, 7–67           |
| Simples masculino – 1ª fase              | Stefanos Tsitsipas [3]     | Andy Murray          | 2–6, 7–67. 3–6, 6–3, 6–4 |
| Cerimônia de abertura do US Open de 2021 |                            |                      |                          |
| Simples feminino – 1ª fase               | Naomi Osaka [3]            | Marie Bouzková       | 6–4, 6–1                 |
| Simples masculino – 1ª fase              | Daniil Medvedev [2]        | Richard Gasquet      | 6–4, 6–3, 6–1            |
| Louis Armstrong Stadium                  |                            |                      |                          |
| Evento                                   | Vencedor(a)/(es/as)        | Derrotado(a)/(os/as) | Resultado                |
| Simples feminino – 1ª fase               | Garbiñe Muguruza [9]       | Donna Vekić          | 7–64, 7–65               |
| Simples masculino – 1ª fase              | Brandon Nakashima [WC]     | John Isner [19]      | 7–67, 7–66, 6–3          |
| Simples feminino – 1ª fase               | Coco Gauff [21]            | Magda Linette        | 5–7, 6–3, 6–4            |
| Simples feminino – 1ª fase               | Aryna Sabalenka [2]        | Nina Stojanović      | 6–4, 46–7, 6–0           |
| Simples masculino – 1ª fase              | Roberto Bautista Agut [18] | Nick Kyrgios         | 6–3, 6–4, 6–0            |
| Grandstand                               |                            |                      |                          |
| Evento                                   | Vencedor(a)/(es/as)        | Derrotado(a)/(os/as) | Resultado                |
| Simples feminino – 1ª fase               | Simona Halep [12]          | Camila Giorgi        | 6–4, 7–63                |
| Simples masculino – 1ª fase              | Andrey Rublev [5]          | Ivo Karlović [Q]     | 6–3, 7–63, 6–3           |
| Simples masculino – 1ª fase              | Casper Ruud [8]            | Yūichi Sugita [LL]   | 6–3, 6–2, 6–2            |
| Simples feminino – 1ª fase               | Victoria Azarenka [18]     | Tereza Martincová    | 6–4, 6–0                 |
| Simples feminino – 1ª fase               | Ons Jabeur [20]            | Alizé Cornet         | 7–5, 7–5                 |

## Dia 2 (31 de agosto)
- Cabeças de chave eliminados:
  - Simples masculino:  Pablo Carreño Busta [9],  Alex de Minaur [14],  Lorenzo Sonego [20],  Karen Khachanov [25],  David Goffin [27],  Fabio Fognini [28]
  - Simples feminino:  Karolína Muchová [2],  Veronika Kudermetova [29]

Ordem dos jogos:
| Arthur Ashe Stadium         | Arthur Ashe Stadium           | Arthur Ashe Stadium    | Arthur Ashe Stadium |
| Evento                      | Vencedor(a)/(es/as)           | Derrotado(a)/(os/as)   | Resultado           |
| --------------------------- | ----------------------------- | ---------------------- | ------------------- |
| Simples masculino – 1ª fase | Alexander Zverev [4]          | Sam Querrey            | 6–4, 7–5, 6–2       |
| Simples feminino – 1ª fase  | Ashleigh Barty [1]            | Vera Zvonareva         | 6–1, 7–67           |
| Simples masculino – 1ª fase | Novak Djokovic [1]            | Holger Rune [Q]        | 6–1, 56–7, 6–2, 6–1 |
| Simples feminino – 1ª fase  | Bianca Andreescu [6]          | Viktorija Golubic      | 7–5, 4–6, 7–5       |
| Louis Armstrong Stadium     |                               |                        |                     |
| Evento                      | Vencedor(a)/(es/as)           | Derrotado(a)/(os/as)   | Resultado           |
| Simples feminino – 1ª fase  | Karolína Plíšková [4]         | Catherine McNally [WC] | 6–3, 6–4            |
| Simples feminino – 1ª fase  | Belinda Bencic [11]           | Arantxa Rus            | 6–4, 6–4            |
| Simples masculino – 1ª fase | Denis Shapovalov [7]          | Federico Delbonis      | 6–2, 6–2, 6–3       |
| Simples feminino – 1ª fase  | Anastasia Pavlyuchenkova [14] | Alison Riske           | 6–4, 6–2            |
| Simples masculino – 1ª fase | Taylor Fritz                  | Alex de Minaur [14]    | 7–64, 6–2, 1–6, 6–4 |
| Grandstand                  |                               |                        |                     |
| Evento                      | Vencedor(a)/(es/as)           | Derrotado(a)/(os/as)   | Resultado           |
| Simples masculino – 1ª fase | Kei Nishikori                 | Salvatore Caruso       | 6–1, 6–1, 5–7, 6–3  |
| Simples masculino – 1ª fase | Matteo Berrettini [6]         | Jérémy Chardy          | 7–65, 7–67, 6–3     |
| Simples feminino – 1ª fase  | Iga Świątek [7]               | Jamie Loeb [Q]         | 6–3, 6–4            |
| Simples feminino – 1ª fase  | Petra Kvitová [10]            | Polona Hercog          | 6–1, 6–2            |

## Dia 3 (1º de setembro)
- Cabeças de chave eliminados:
  - Simples masculino:  Casper Ruud [8],  Grigor Dimitrov [15],  Cristian Garín [16]
  - Simples feminino:  Coco Gauff [21],  Ekaterina Alexandrova [32]

Ordem dos jogos:
| Arthur Ashe Stadium         | Arthur Ashe Stadium                                                         | Arthur Ashe Stadium                                                         | Arthur Ashe Stadium  |
| Evento                      | Vencedor(a)/(es/as)                                                         | Derrotado(a)/(os/as)                                                        | Resultado            |
| --------------------------- | --------------------------------------------------------------------------- | --------------------------------------------------------------------------- | -------------------- |
| Simples feminino – 2ª fase  | Naomi Osaka [3]                                                             | Olga Danilović [Q]                                                          | w.o.                 |
| Simples feminino – 2ª fase  | Simona Halep [12]                                                           | Kristína Kučová [LL]                                                        | 6–3, 6–1             |
| Simples masculino – 2ª fase | Daniil Medvedev [2]                                                         | Dominik Koepfer                                                             | 6–4, 6–1, 6–2        |
| Simples feminino – 2ª fase  | Sloane Stephens                                                             | Coco Gauff [21]                                                             | 6–4, 6–2             |
| Simples masculino – 2ª fase | Stefanos Tsitsipas [3]                                                      | Adrian Mannarino                                                            | 6–3, 6–4, 46–7, 6–0  |
| Simples masculino – 2ª fase | Diego Schwartzman [11]                                                      | Kevin Anderson                                                              | 7–64, 6–3, 6–4       |
| Louis Armstrong Stadium     |                                                                             |                                                                             |                      |
| Evento                      | Vencedor(a)/(es/as)                                                         | Derrotado(a)/(os/as)                                                        | Resultado            |
| Simples feminino – 2ª fase  | Garbiñe Muguruza [9]                                                        | Andrea Petkovic                                                             | 6–4, 6–2             |
| Simples feminino – 2ª fase  | Victoria Azarenka [18]                                                      | Jasmine Paolini                                                             | 6–3, 7–61            |
| Simples masculino – 2ª fase | Frances Tiafoe                                                              | Guido Pella                                                                 | 6–1, 6–2, 7–5        |
| Simples feminino – 2ª fase  | Barbora Krejčíková [8]                                                      | Christina McHale                                                            | 6–3, 6–1             |
| Simples feminino – 2ª fase  | Angelique Kerber [16] vs. Anhelina Kalinina                                 | Angelique Kerber [16] vs. Anhelina Kalinina                                 | adiado               |
| Grandstand                  |                                                                             |                                                                             |                      |
| Evento                      | Vencedor(a)/(es/as)                                                         | Derrotado(a)/(os/as)                                                        | Resultado            |
| Simples masculino – 2ª fase | Andrey Rublev [5]                                                           | Pedro Martínez                                                              | 7–62, 56–7, 6–1, 6–1 |
| Simples feminino – 2ª fase  | Aryna Sabalenka [2]                                                         | Tamara Zidanšek                                                             | 6–3, 6–1             |
| Duplas masculinas – 1ª fase | Steve Johnson / Sam Querrey [WC] vs. Marcelo Arévalo / Matwé Middelkoop     | Steve Johnson / Sam Querrey [WC] vs. Marcelo Arévalo / Matwé Middelkoop     | 2–1, suspenso        |
| Duplas masculinas – 1ª fase | Nikola Mektić / Mate Pavić [1] vs. Nathaniel Lammons / Jackson Withrow [WC] | Nikola Mektić / Mate Pavić [1] vs. Nathaniel Lammons / Jackson Withrow [WC] | adiado               |

## Dia 4 (2 de setembro)
- Cabeças de chave eliminados:
  - Simples masculino:  Hubert Hurkacz [10],  Alexander Bublik [31]
  - Simples feminino:  Paula Badosa [24],  Petra Martić [30]
  - Duplas masculinas:  Nikola Mektić /  Mate Pavić [1],  Juan Sebastián Cabal /  Robert Farah [5],  Łukasz Kubot /  Marcelo Melo [9],  Tim Pütz /  Michael Venus [12]
  - Duplas femininas:  Barbora Krejčíková /  Kateřina Siniaková [2],  Nicole Melichar-Martinez /  Demi Schuurs [4],  Asia Muhammad /  Jessica Pegula [13]

Ordem dos jogos:
| Arthur Ashe Stadium         | Arthur Ashe Stadium   | Arthur Ashe Stadium     | Arthur Ashe Stadium   |
| Evento                      | Vencedor(a)/(es/as)   | Derrotado(a)/(os/as)    | Resultado             |
| --------------------------- | --------------------- | ----------------------- | --------------------- |
| Simples feminino – 2ª fase  | Ashleigh Barty [1]    | Clara Tauson            | 6–1, 7–5              |
| Simples masculino – 2ª fase | Alexander Zverev [4]  | Albert Ramos Viñolas    | 6–1, 6–0, 6–3         |
| Simples feminino – 2ª fase  | Angelique Kerber [16] | Anhelina Kalinina       | 6–3, 6–2              |
| Simples masculino – 2ª fase | Novak Djokovic [1]    | Tallon Griekspoor       | 6–2, 6–3, 6–2         |
| Simples feminino – 2ª fase  | Karolína Plíšková [4] | Amanda Anisimova        | 7–5, 56–7, 7–67       |
| Louis Armstrong Stadium     |                       |                         |                       |
| Evento                      | Vencedor(a)/(es/as)   | Derrotado(a)/(os/as)    | Resultado             |
| Simples feminino – 2ª fase  | Belinda Bencic [11]   | Martina Trevisan        | 6–3, 6–1              |
| Simples feminino – 2ª fase  | Petra Kvitová [10]    | Kristýna Plíšková [Q]   | 7–64, 6–2             |
| Simples masculino – 2ª fase | Gaël Monfils [17]     | Steve Johnson           | 7–5, 4–6, 6–4, 6–4    |
| Simples feminino – 2ª fase  | Bianca Andreescu [6]  | Lauren Davis            | 6–4, 6–4              |
| Simples masculino – 2ª fase | Denis Shapovalov [7]  | Roberto Carballés Baena | 7–67, 6–3, 6–0        |
| Grandstand                  |                       |                         |                       |
| Evento                      | Vencedor(a)/(es/as)   | Derrotado(a)/(os/as)    | Resultado             |
| Simples feminino – 2ª fase  | Maria Sakkari [17]    | Kateřina Siniaková      | 6–4, 6–2              |
| Simples masculino – 2ª fase | Matteo Berrettini [6] | Corentin Moutet         | 7–62, 4–6, 6–4, 6–3   |
| Simples masculino – 2ª fase | Jenson Brooksby [WC]  | Taylor Fritz            | 76–7, 7–610, 7–5, 6–2 |

## Dia 5 (3 de setembro)
- Cabeças de chave eliminados:
  - Simples masculino:  Stefanos Tsitsipas [3],  Andrey Rublev [5],  Roberto Bautista Agut [18]
  - Simples feminino:  Naomi Osaka [3],  Victoria Azarenka [18],  Elena Rybakina [19],  Ons Jabeur [20],  Daria Kasatkina [25],  Danielle Collins [26]
  - Duplas femininas:  Ellen Perez /  Květa Peschke [16],  Aleksandra Krunić /  Nina Stojanović [17]
  - Duplas mistas:  Bethanie Mattek-Sands /  Jamie Murray [5],  Chan Hao-ching /  Michael Venus [7]

Ordem dos jogos:
| Arthur Ashe Stadium         | Arthur Ashe Stadium        | Arthur Ashe Stadium        | Arthur Ashe Stadium       |
| Evento                      | Vencedor(a)/(es/as)        | Derrotado(a)/(os/as)       | Resultado                 |
| --------------------------- | -------------------------- | -------------------------- | ------------------------- |
| Simples feminino – 3ª fase  | Garbiñe Muguruza [9]       | Victoria Azarenka [18]     | 6–4, 3–6, 6–2             |
| Simples masculino – 3ª fase | Carlos Alcaraz             | Stefanos Tsitsipas [3]     | 6–3, 4–6, 7–62, 0–6, 7–65 |
| Simples feminino – 3ª fase  | Leylah Fernandez           | Naomi Osaka [3]            | 5–7, 7–62, 6–4            |
| Simples masculino – 3ª fase | Frances Tiafoe             | Andrey Rublev [5]          | 4–6, 6–3, 7–66, 4–6, 6–1  |
| Louis Armstrong Stadium     |                            |                            |                           |
| Evento                      | Vencedor(a)/(es/as)        | Derrotado(a)/(os/as)       | Resultado                 |
| Simples feminino – 3ª fase  | Simona Halep [12]          | Elena Rybakina [19]        | 7–611, 4–6, 6–3           |
| Simples masculino – 3ª fase | Daniil Medvedev [2]        | Pablo Andújar              | 6–0, 6–4, 6–3             |
| Simples feminino – 3ª fase  | Angelique Kerber [16]      | Sloane Stephens            | 5–7, 6–2, 6–3             |
| Simples masculino – 3ª fase | Félix Auger-Aliassime [12] | Roberto Bautista Agut [18] | 6–3, 6–4, 4–6, 3–6, 6–3   |
| Simples feminino – 3ª fase  | Aryna Sabalenka [2]        | Danielle Collins [26]      | 6–3, 6–3                  |
| Grandstand                  |                            |                            |                           |
| Evento                      | Vencedor(a)/(es/as)        | Derrotado(a)/(os/as)       | Resultado                 |
| Simples masculino – 3ª fase | Peter Peter Gojowczyk [Q]  | Henri Laaksonen [Q]        | 3–6, 6–3, 6–1, 6–4        |
| Simples feminino – 3ª fase  | Barbora Krejčíková [8]     | Kamilla Rakhimova [LL]     | 6–4, 6–2                  |
| Simples feminino – 3ª fase  | Elina Svitolina [5]        | Daria Kasatkina [25]       | 6–4, 6–2                  |
| Simples masculino – 3ª fase | Diego Schwartzman [11]     | Alex Molčan [Q]            | 6–4, 6–3, 6–3             |
| Simples feminino – 3ª fase  | Elise Mertens [15]         | Ons Jabeur [20]            | 6–3, 7–5                  |

## Dia 6 (4 de setembro)
- Cabeças de chave eliminados:
  - Simples masculino:  Denis Shapovalov [7],  Gaël Monfils [17],  Aslan Karatsev [21]
  - Simples feminino:  Ashleigh Barty [1],  Petra Kvitová [10],  Jessica Pegula [23],  Anett Kontaveit [28]
  - Duplas masculinas:  Raven Klaasen /  Ben McLachlan [11],  Simone Bolelli /  Máximo González [14],  Sander Gillé /  Joran Vliegen [16]
  - Duplas mistas:  Nicole Melichar-Martinez /  Ivan Dodig [1]

Ordem dos jogos:
| Arthur Ashe Stadium         | Arthur Ashe Stadium           | Arthur Ashe Stadium  | Arthur Ashe Stadium      |
| Evento                      | Vencedor(a)/(es/as)           | Derrotado(a)/(os/as) | Resultado                |
| --------------------------- | ----------------------------- | -------------------- | ------------------------ |
| Simples feminino – 3ª fase  | Maria Sakkari [17]            | Petra Kvitová [10]   | 6–4, 6–3                 |
| Simples masculino – 3ª fase | Novak Djokovic [1]            | Kei Nishikori        | 4, 6–3, 6–3, 6–2         |
| Simples feminino – 3ª fase  | Shelby Rogers                 | Ashleigh Barty [1]   | 6–2, 1–6, 7–65           |
| Simples masculino – 3ª fase | Alexander Zverev [4]          | Jack Sock [WC]       | 3–6, 6–3, 6–2, 2–1, ab.  |
| Louis Armstrong Stadium     |                               |                      |                          |
| Evento                      | Vencedor(a)/(es/as)           | Derrotado(a)/(os/as) | Resultado                |
| Simples feminino – 3ª fase  | Bianca Andreescu [6]          | Greet Minnen [LL]    | 6–1, 6–2                 |
| Simples feminino – 3ª fase  | Belinda Bencic [11]           | Jessica Pegula [23]  | 6–2, 6–4                 |
| Simples masculino – 3ª fase | Jannik Sinner [13]            | Gaël Monfils [17]    | 7–61, 6–2, 4–6, 4–6, 6–4 |
| Simples masculino – 3ª fase | Lloyd Harris                  | Denis Shapovalov [7] | 6–4, 6–4, 6–4            |
| Simples feminino – 3ª fase  | Anastasia Pavlyuchenkova [14] | Varvara Gracheva     | 6–1, 6–4                 |
| Grandstand                  |                               |                      |                          |
| Evento                      | Vencedor(a)/(es/as)           | Derrotado(a)/(os/as) | Resultado                |
| Simples masculino – 3ª fase | Matteo Berrettini [6]         | Ilya Ivashka         | 56–7, 6–2, 6–4, 2–6, 6–3 |
| Simples feminino – 3ª fase  | Iga Świątek [7]               | Anett Kontaveit [28] | 6–3, 4–6, 6–3            |
| Simples feminino – 3ª fase  | Karolína Plíšková [4]         | Ajla Tomljanović     | 6–3, 6–2                 |
| Simples masculino – 3ª fase | Reilly Opelka [22]            | Nikoloz Basilashvili | 7–65, 6–3, 6–4           |

## Dia 7 (5 de setembro)
- Cabeças de chave eliminados:
  - Simples masculino:  Diego Schwartzman [11],  Daniel Evans [24]
  - Simples feminino:  Garbiñe Muguruza [9],  Simona Halep [12],  Elise Mertens [15],  Angelique Kerber [16]
  - Duplas femininas:  Veronika Kudermetova /  Bethanie Mattek-Sands [6]
  - Duplas mistas:  Ena Shibahara /  Ben McLachlan [9]

Ordem dos jogos:
| Arthur Ashe Stadium         | Arthur Ashe Stadium                       | Arthur Ashe Stadium                                | Arthur Ashe Stadium     |
| Evento                      | Vencedor(a)/(es/as)                       | Derrotado(a)/(os/as)                               | Resultado               |
| --------------------------- | ----------------------------------------- | -------------------------------------------------- | ----------------------- |
| Simples feminino – 4ª fase  | Elina Svitolina [5]                       | Simona Halep [12]                                  | 6–3, 6–3                |
| Simples masculino – 4ª fase | Daniil Medvedev [2]                       | Daniel Evans [24]                                  | 6–3, 6–4, 6–3           |
| Duplas femininas – 2ª fase  | Gabriela Dabrowski [5] Luisa Stefani [5]  | Petra Martić Shelby Rogers                         | 6–4, 56–7, 7–63         |
| Simples masculino – 4ª fase | Félix Auger-Aliassime [12]                | Frances Tiafoe                                     | 4–6, 6–2, 7–66, 6–4     |
| Simples feminino – 4ª fase  | Barbora Krejčíková [8]                    | [9]                                                | 6–3, 7–64               |
| Louis Armstrong Stadium     |                                           |                                                    |                         |
| Evento                      | Vencedor(a)/(es/as)                       | Derrotado(a)/(os/as)                               | Resultado               |
| Simples masculino – 4ª fase | Botic van de Zandschulp [Q]               | Diego Schwartzman [11]                             | 6–3, 6–4, 5–7, 5–7, 6–1 |
| Simples feminino – 4ª fase  | Leylah Fernandez                          | Angelique Kerber [16]                              | 4–6, 7–65, 6–2          |
| Simples feminino – 4ª fase  | Aryna Sabalenka [2]                       | Elise Mertens [15]                                 | 6–4, 6–1                |
| Grandstand                  |                                           |                                                    |                         |
| Evento                      | Vencedor(a)/(es/as)                       | Derrotado(a)/(os/as)                               | Resultado               |
| Duplas femininas – 3ª fase  | Caroline Dolehide [10] Storm Sanders [10] | Veronika Kudermetova [6] Bethanie Mattek-Sands [6] | 4–6, 6–3, 6–2           |
| Duplas masculinas – 3ª fase | Steve Johnson [WC] Sam Querrey [WC]       | Ričardas Berankis Benoît Paire                     | 6–3, 6–4                |
| Simples masculino – 4ª fase | Carlos Alcaraz                            | Peter Gojowczyk [Q]                                | 5–7, 6–1, 5–7, 6–2, 6–0 |

## Dia 8 (6 de setembro)
- Cabeças de chave eliminados:
  - Simples masculino:  Jannik Sinner [13],  Reilly Opelka [22]
  - Simples feminino:  Bianca Andreescu [6],  Iga Świątek [7],  Anastasia Pavlyuchenkova [14]
  - Duplas masculinas:  Rohan Bopanna /  Ivan Dodig [13],  Andrey Golubev /  Andreas Mies [5]
  - Duplas femininas:  Ena Shibahara /  Shuko Aoyama [3],  Darija Jurak /  Andreja Klepač [8]

Ordem dos jogos:
| Arthur Ashe Stadium         | Arthur Ashe Stadium                         | Arthur Ashe Stadium                   | Arthur Ashe Stadium |
| Evento                      | Vencedor(a)/(es/as)                         | Derrotado(a)/(os/as)                  | Resultado           |
| --------------------------- | ------------------------------------------- | ------------------------------------- | ------------------- |
| Simples masculino – 4ª fase | Alexander Zverev [4]                        | Jannik Sinner [13]                    | 6–4, 6–4, 7–67      |
| Simples feminino – 4ª fase  | Emma Raducanu [Q]                           | Shelby Rogers                         | 6–2, 6–1            |
| Simples masculino – 4ª fase | Novak Djokovic [1]                          | Jenson Brooksby [WC]                  | 1–6, 6–3, 6–2, 6–2  |
| Simples feminino – 4ª fase  | Maria Sakkari [17]                          | Bianca Andreescu [6]                  | 26–7, 66, 6–3       |
| Louis Armstrong Stadium     |                                             |                                       |                     |
| Evento                      | Vencedor(a)/(es/as)                         | Derrotado(a)/(os/as)                  | Resultado           |
| Simples feminino – 4ª fase  | Belinda Bencic [11]                         | Iga Świątek [7]                       | 7–612, 6–3          |
| Simples masculino – 4ª fase | Lloyd Harris                                | Reilly Opelka [22]                    | 66–7, 6–4, 6–1, 6–3 |
| Simples masculino – 4ª fase | Matteo Berrettini [6]                       | Oscar Otte [Q]                        | 6–4, 3–6, 6–3, 6–2  |
| Grandstand                  |                                             |                                       |                     |
| Evento                      | Vencedor(a)/(es/as)                         | Derrotado(a)/(os/as)                  | Resultado           |
| Duplas masculinas – 3ª fase | Rajeev Ram [4] Joe Salisbury [4]            | Rohan Bopanna [13] Ivan Dodig [13]    | 46–7, 6–4, 7–63     |
| Duplas masculinas – 3ª fase | Pierre-Hugues Herbert [3] Nicolas Mahut [3] | Andrey Golubev [15] Andreas Mies [15] | 4–6, 7–5, 6–3       |
| Duplas femininas – 3ª fase  | Coco Gauff [11] Catherine McNally [11]      | Darija Jurak [8] Andreja Klepač [8]   | 6–4, 6–4            |
| Simples feminino – 4ª fase  | Karolína Plíšková [4]                       | Anastasia Pavlyuchenkova              | 7–5, 6–4            |

## Dia 9 (7 de setembro)
- Cabeças de chave eliminados:
  - Simples feminino:  Elina Svitolina [5],  Barbora Krejčíková [8]
  - Duplas masculinas:  Marcel Granollers /  Horacio Zeballos [2],  Pierre-Hugues Herbert /  Nicolas Mahut [3],  Kevin Krawietz /  Horia Tecău [6]
  - Duplas femininas:  Caroline Dolehide /  Storm Sanders [10]
  - Duplas mistas:  Alexa Guarachi /  Neal Skupski [3],  Demi Schuurs /  Sander Gillé [8]

Ordem dos jogos:
| Arthur Ashe Stadium                  | Arthur Ashe Stadium                    | Arthur Ashe Stadium                        | Arthur Ashe Stadium |
| Evento                               | Vencedor(a)/(es/as)                    | Derrotado(a)/(os/as)                       | Resultado           |
| ------------------------------------ | -------------------------------------- | ------------------------------------------ | ------------------- |
| Simples masculino – Quartas de final | Daniil Medvedev [2]                    | Botic van de Zandschulp [Q]                | 6–3, 6–0, 4–6, 7–5  |
| Simples feminino – Quartas de final  | Leylah Fernandez                       | Elina Svitolina [5]                        | 6–3, 3–6, 7–65      |
| Simples feminino – Quartas de final  | Aryna Sabalenka [2]                    | Barbora Krejčíková [8]                     | 6–4, 6–1            |
| Simples masculino – Quartas de final | Félix Auger-Aliassime [12]             | Carlos Alcaraz                             | 6–3, 3–1, ab.       |
| Louis Armstrong Stadium              |                                        |                                            |                     |
| Evento                               | Vencedor(a)/(es/as)                    | Derrotado(a)/(os/as)                       | Resultado           |
| Duplas mistas – Quartas de final     | Giuliana Olmos Marcelo Arévalo         | Ellen Perez Marcelo Demoliner              | 3–6, 6–3, [10–4]    |
| Duplas femininas – Quartas de final  | Samantha Stosur [14] Zhang Shuai [14]  | Caroline Dolehide [10] Storm Sanders [10]  | 6–2, 6–3            |
| Duplas mistas – Quartas de final     | Jessica Pegula Austin Krajicek         | Alexa Guarachi [3] Neal Skupski [3]        | 6–1, 6–3            |
| Duplas masculinas – Quartas de final | Steve Johnson [WC] Sam Querrey [WC]    | Kevin Krawietz [6] Horia Tecău [6]         | 6–2, 7–65           |
| Grandstand                           |                                        |                                            |                     |
| Evento                               | Vencedor(a)/(es/as)                    | Derrotado(a)/(os/as)                       | Resultado           |
| Duplas masculinas – Quartas de final | Rajeev Ram [4] Joe Salisbury [4]       | Max Purcell Matthew Ebden                  | 7–67, 66–7, 7–610   |
| Duplas masculinas – Quartas de final | Jamie Murray [7] Bruno Soares [7]      | Marcel Granollers [2] Horacio Zeballos [2] | 56–7, 6–4, 6–4      |
| Duplas mistas – Quartas de final     | Desirae Krawczyk [2] Joe Salisbury [2] | Demi Schuurs [8] Sander Gillé [8]          | 6–1, 1–6, [10–7]    |

## Dia 10 (8 de setembro)
- Cabeças de chave eliminados:
  - Simples masculino:  Matteo Berrettini [6]
  - Simples feminino:  Karolína Plíšková [4],  Belinda Bencic [11]
  - Duplas femininas:  Hsieh Su-wei /  Elise Mertens [1],  Marie Bouzková /  Lucie Hradecká [15]

Ordem dos jogos:
| Arthur Ashe Stadium                  | Arthur Ashe Stadium                      | Arthur Ashe Stadium                       | Arthur Ashe Stadium |
| Evento                               | Vencedor(a)/(es/as)                      | Derrotado(a)/(os/as)                      | Resultado           |
| ------------------------------------ | ---------------------------------------- | ----------------------------------------- | ------------------- |
| Simples feminino – Quartas de final  | Emma Raducanu [Q]                        | Belinda Bencic [11]                       | 6–3, 6–4            |
| Simples masculino – Quartas de final | Alexander Zverev [4]                     | Lloyd Harris                              | 7–66, 6–3, 6–4      |
| Simples feminino – Quartas de final  | Maria Sakkari [17]                       | Karolína Plíšková [4]                     | 6–4, 6–4            |
| Simples masculino – Quartas de final | Novak Djokovic [1]                       | Matteo Berrettini [6]                     | 5–7, 6–2, 6–2, 6–3  |
| Louis Armstrong Stadium              |                                          |                                           |                     |
| Evento                               | Vencedor(a)/(es/as)                      | Derrotado(a)/(os/as)                      | Resultado           |
| Duplas femininas – Quartas de final  | Gabriela Dabrowski [5] Luisa Stefani [5] | Marie Bouzková [15] Lucie Hradecká [15]   | 6–4, 4–6, 6–1       |
| Duplas mistas – Semifinais           | Giuliana Olmos Marcelo Arévalo           | Dayana Yastremska [Alt] Max Purcell [Alt] | 4–6, 6–4, [10–6]    |
| Duplas femininas – Quartas de final  | Coco Gauff [11] Catherine McNally [11]   | Hsieh Su-wei [1] Elise Mertens [1]        | 6–3, 7–61           |
| Duplas femininas – Quartas de final  | Alexa Guarachi [7] Desirae Krawczyk [7]  | Monica Niculescu Elena-Gabriela Ruse      | 56–7, 6–2, 6–3      |

## Dia 11 (9 de setembro)
- Cabeças de chave eliminados:
  - Simples feminino:  Aryna Sabalenka [2],  Maria Sakkari [17]
  - Duplas masculinas:  John Peers /  Filip Polášek [8]

Ordem dos jogos:
| Arthur Ashe Stadium                             | Arthur Ashe Stadium               | Arthur Ashe Stadium                 | Arthur Ashe Stadium |
| Evento                                          | Vencedor(a)/(es/as)               | Derrotado(a)/(os/as)                | Resultado           |
| ----------------------------------------------- | --------------------------------- | ----------------------------------- | ------------------- |
| Simples feminino – Semifinais                   | Leylah Fernandez                  | Aryna Sabalenka [2]                 | 7–63, 4–6, 6–4      |
| Simples feminino – Semifinais                   | Emma Raducanu [Q]                 | Maria Sakkari [17]                  | 6–1, 6–4            |
| Louis Armstrong Stadium                         |                                   |                                     |                     |
| Evento                                          | Vencedor(a)/(es/as)               | Derrotado(a)/(os/as)                | Resultado           |
| Duplas masculinas – Semifinais                  | Rajeev Ram [4] Joe Salisbury [4]  | Steve Johnson [WC] Sam Querrey [WC] | 7–65, 6–4           |
| Duplas masculinas – Semifinais                  | Jamie Murray [7] Bruno Soares [7] | John Peers [8] Filip Polášek [8]    | 6–3, 3–6, 6–4       |
| Simples masculino cadeirante – Quartas de final | Shingo Kunieda [1]                | Casey Ratzlaff [WC]                 | 6–1, 6–0            |
| Simples masculino cadeirante – Quartas de final | Gordon Reid                       | Tom Egberink                        | 6–1, 6–4            |

## Dia 12 (10 de setembro)
- Cabeças de chave eliminados:
  - Simples masculino:  Alexander Zverev [4],  Félix Auger-Aliassime [12]
  - Duplas masculinas:  Jamie Murray /  Bruno Soares [7]
  - Duplas femininas:  Gabriela Dabrowski /  Luisa Stefani [5],  Alexa Guarachi /  Desirae Krawczyk [7]

Ordem dos jogos:
| Arthur Ashe Stadium                        | Arthur Ashe Stadium                    | Arthur Ashe Stadium                      | Arthur Ashe Stadium     |
| Evento                                     | Vencedor(a)/(es/as)                    | Derrotado(a)/(os/as)                     | Resultado               |
| ------------------------------------------ | -------------------------------------- | ---------------------------------------- | ----------------------- |
| Duplas masculinas – Final                  | Rajeev Ram [4] Joe Salisbury [4]       | Jamie Murray [7] Bruno Soares [7]        | 3–6, 6–2, 6–2           |
| Simples masculino – Final                  | Daniil Medvedev [2]                    | Félix Auger-Aliassime [12]               | 6–4, 7–5, 6–2           |
| Simples masculino – Final                  | Novak Djokovic [1]                     | Alexander Zverev [4]                     | 4–6, 6–2, 6–4, 4–6, 6–2 |
| Louis Armstrong Stadium                    |                                        |                                          |                         |
| Evento                                     | Vencedor(a)/(es/as)                    | Derrotado(a)/(os/as)                     | Resultado               |
| Duplas femininas – Semifinais              | Samantha Stosur [14] Zhang Shuai [14]  | Alexa Guarachi [7] Desirae Krawczyk [7]  | 6–2, 7–5                |
| Duplas femininas – Semifinais              | Coco Gauff [11] Catherine McNally [11] | Gabriela Dabrowski [5] Luisa Stefani [5] | 6–6(1–2), ab.           |
| Duplas mistas – Semifinais                 | Desirae Krawczyk [2] Joe Salisbury [2] | Jessica Pegula Austin Krajicek           | 7–62, 6–4               |
| Duplas masculinas cadeirantes – Semifinais | Gustavo Fernández Shingo Kunieda       | Stéphane Houdet [2] Nicolas Peifer [2]   | 6–4, 6–4                |

## Dia 13 (11 de setembro)
- Cabeças de chave eliminados:

Ordem dos jogos:
| Arthur Ashe Stadium                   | Arthur Ashe Stadium                    | Arthur Ashe Stadium                 | Arthur Ashe Stadium |
| Evento                                | Vencedor(a)/(es/as)                    | Derrotado(a)/(os/as)                | Resultado           |
| ------------------------------------- | -------------------------------------- | ----------------------------------- | ------------------- |
| Duplas mistas – Final                 | Desirae Krawczyk [2] Joe Salisbury [2] | Giuliana Olmos Marcelo Arévalo      | 7–5, 6–2            |
| Simples feminino – Final              | Emma Raducanu [Q]                      | Leylah Fernandez                    | 6–4, 6–3            |
| Louis Armstrong Stadium               |                                        |                                     |                     |
| Evento                                | Vencedor(a)/(es/as)                    | Derrotado(a)/(os/as)                | Resultado           |
| Simples tetraplégico – Semifinais     | Dylan Alcott [1]                       | Koji Sugeno                         | 6–2, 6–1            |
| Duplas masculinas cadeirantes – Final | Alfie Hewett [1] Gordon Reid [1]       | Gustavo Fernández Shingo Kunieda    | 6–2, 6–1            |
| Duplas tetraplégicas – Final          | Sam Schröder Niels Vink                | Dylan Alcott [1] Heath Davidson [1] | 6–3, 6–2            |

## Dia 14 (12 de setembro)
- Cabeças de chave eliminados:
  - Simples masculino:  Novak Djokovic [1]
  - Duplas femininas:  Coco Gauff /  Catherine McNally [11]

Ordem dos jogos:
| Arthur Ashe Stadium                 | Arthur Ashe Stadium                   | Arthur Ashe Stadium                    | Arthur Ashe Stadium |
| Evento                              | Vencedor(a)/(es/as)                   | Derrotado(a)/(os/as)                   | Resultado           |
| ----------------------------------- | ------------------------------------- | -------------------------------------- | ------------------- |
| Duplas femininas – Final            | Samantha Stosur [14] Zhang Shuai [14] | Coco Gauff [11] Catherine McNally [11] | 6–3, 3–6, 6–3       |
| Simples masculino – Final           | Daniil Medvedev [2]                   | Novak Djokovic [1]                     | 6–4, 6–4, 6–4       |
| Louis Armstrong Stadium             |                                       |                                        |                     |
| Evento                              | Vencedor(a)/(es/as)                   | Derrotado(a)/(os/as)                   | Resultado           |
| Simples feminino cadeirante – Final | Diede de Groot [1]                    | Yui Kamiji [2]                         | 6–3, 6–2            |
| Simples tetraplégico – Final        | Dylan Alcott [1]                      | Niels Vink                             | 7–5, 6–2            |